# Meulaboh
Meulaboh – miasto w Indonezji, na Sumatrze, w okręgu specjalnym Aceh. Jest ośrodkiem administracyjnym kabupatenu Aceh Barat.